# Exército dos Andes
O Exército dos Andes (em castelhano: Ejército de los Andes) foi uma força militar criada pelas Províncias Unidas do Rio da Prata (Argentina) e organizada pelo general José de San Martín como parte de sua campanha para libertar o Chile do Império Espanhol. Em 1817, o exército cruzou a Cordilheira dos Andes a partir da província argentina de Cuyo (tendo como ponto de concentração a atual província de Mendoza, Argentina) e obteve êxito ao expulsar os espanhóis do Chile.
O número exato de soldados no exército varia entre as fontes, com estimativas que vão de apenas 3 500 até 6 000 homens. O exército era composto por argentinos e chilenos, incluindo cerca de 1.200 auxiliares que ajudavam com abastecimento e logística, além de um destacamento de artilharia. O Congresso de Tucumán aprovou a proposta de San Martín para formar um exército a fim de combater os realistas no Chile, e entre agosto de 1814 e fevereiro de 1817, San Martín treinou suas tropas em preparação para a missão. Embora o exército fosse menos experiente, San Martín pretendia liderar uma força devidamente disciplinada e equipada, e não um mero "bando heterogêneo".
Para a travessia dos Andes, o exército foi dividido em duas colunas principais. A primeira, comandada pelo Capitão General José de San Martín, com apoio do Brigadeiro-Maior Miguel Estanislao Soler e do Brigadeiro Bernardo O'Higgins, seguiu pelo Passo de Los Patos. A segunda, sob o comando do Coronel Juan Gregorio de las Heras, seguiu pelo Passo de Uspallata, cujo ponto mais alto atinge cerca de doze mil pés acima do nível do mar. Como o Passo de Uspallata era mais acessível, a artilharia foi levada com essa coluna.
Essas duas divisões formaram o corpo principal do exército, mas destacamentos menores foram enviados ao norte e ao sul como forças de flanco. A divisão menor ao norte era composta por cerca de 130 soldados de infantaria e um grupo de expatriados chilenos sob o comando de Juan Manuel Cabot. Ao sul, um grupo era liderado pelo chileno Ramón Freire Serrano.
Após uma jornada de 25 dias pela Cordilheira, o Exército dos Andes enfrentou com sucesso as forças realistas na Batalha de Chacabuco. Após a vitória, entraram em Santiago do Chile, onde San Martín foi unanimemente eleito Diretor Supremo. No entanto, de acordo com sua própria convicção e as instruções de Buenos Aires, ele recusou o cargo. Após sua recusa, O'Higgins foi eleito Diretor Supremo. Sob oficiais argentinos, o exército chileno foi reconstituído, e San Martín foi nomeado comandante do "Exército Unido", uma força que combinava o Exército dos Andes com tropas chilenas. Esse novo exército combateu os contra-ataques do exército realista de Osorio nas batalhas de Cancha Rayada e Maipú.

## Composição do Exército dos Andes

### Soldados negros
O número de soldados negros no exército de San Martín era significativo e compunha a maioria dos 7º, 8º e 11º Regimentos de Infantaria. Segundo a doutrina militar de San Martín, soldados de cor serviriam melhor na infantaria, entre os três ramos do Exército dos Andes. Os negros representavam dois terços dos soldados do Exército dos Andes. Estima-se que entre 2.000 e 3.000 libertos argentinos cruzaram os Andes para o Chile em 1817 com a força de San Martín. As tropas negras foram recrutadas principalmente entre ex-escravos libertos, estimados por Lynch em 1.554 homens. A maioria deles foi recrutada nas províncias do interior e não na cidade de Buenos Aires. Dos cerca de 2.500 soldados negros que participaram da Travessia dos Andes, apenas 143 retornaram à Argentina com vida.
Em todos esses regimentos, os oficiais comissionados deveriam ser brancos, segundo as leis da época. Mas San Martín tentou mudar essas regras para que ao menos os soldados negros pudessem ser promovidos a cabos e sargentos. Tradicionalmente, os batalhões do exército colonial espanhol eram divididos em castas de negros escravizados e negros livres, mas San Martín se opunha à segregação e acreditava na unificação entre pessoas de cor e brancos, lutando como soldados na mesma unidade. Posteriormente, os regimentos 7º e 8º seriam unificados no Peru como o regimento negro do Rio da Prata. O 4º Batalhão de Infantaria também seria convertido em unidade totalmente negra.

### Unidades (1814–1815)
Unidades argentinas
- Regimento de Granadeiros a Cavalo

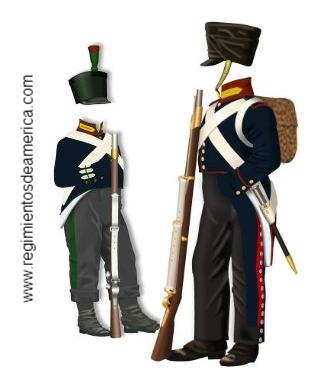
7º Regimento

- Regimento de Milícias de Cavalaria
- Regimento de Milícias de San Juan
- Brigada de Milícias de Mendoza
- Brigada de Milícias de La Rioja
- Esquadrão de Escolta de Rifles Montados do Comandante-em-Chefe
- Regimento de Cavalaria Voluntária de San Luis
- Regimento de Cavalaria Voluntária de Mendoza
- Baterias de Artilharia Voluntária de Mendoza

Unidades chilenas
- 1º Regimento de Infantaria Chileno
- Batalhão de Emigrantes da Infantaria de Linha Chilena
- Legião Patriótica do Sul dos Dragões
- Batalhão Chileno de Artilharia

Unidades combinadas argentino-chilenas

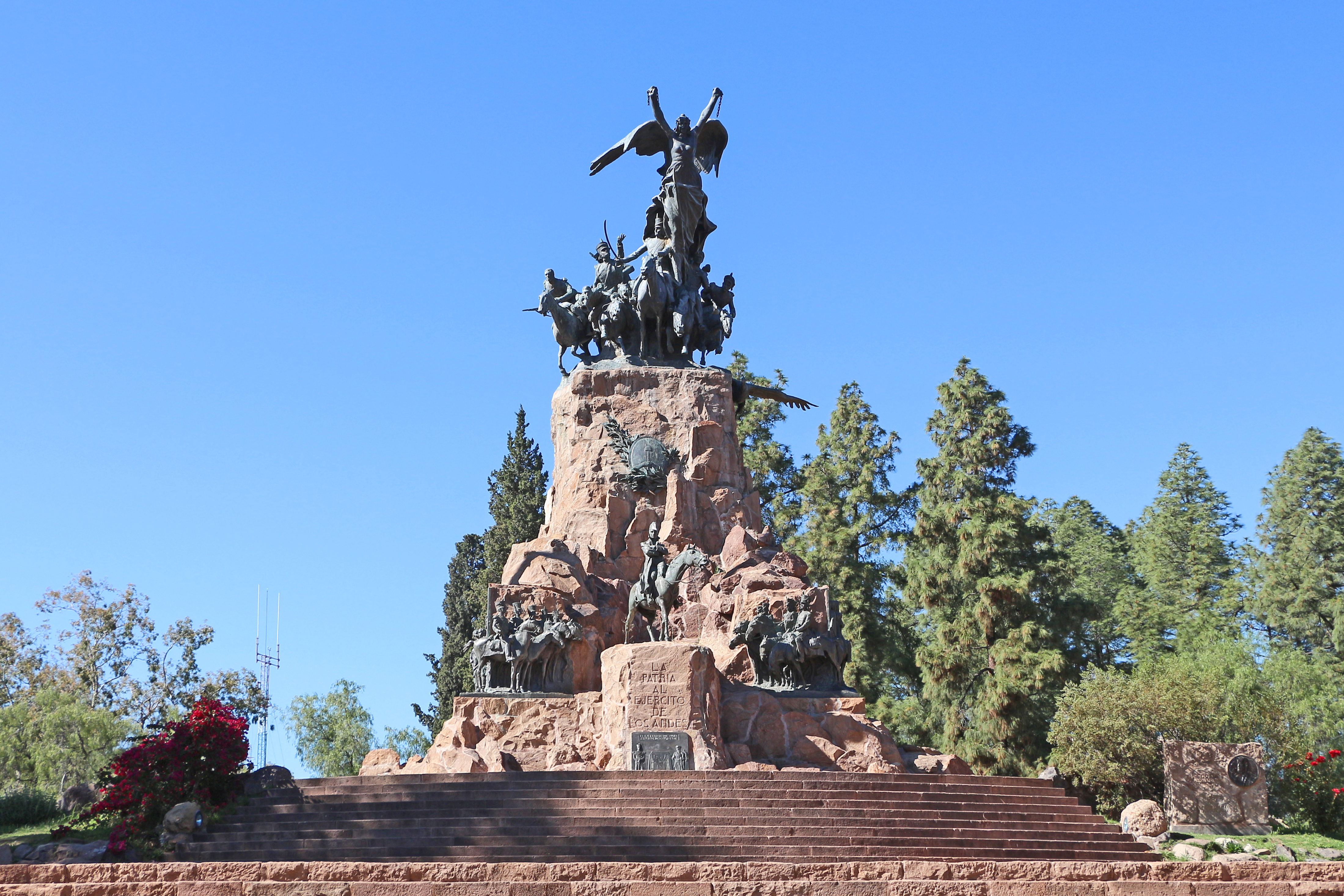
Monumento ao Exército dos Andes em Mendoza

- Batalhão Auxiliar Argentino

### Unidades (1815–1817)
- 3º Batalhão, Regimento da Pátria de Artilharia
- 8º Batalhão de Infantaria
- 11º Batalhão de Infantaria
- 1º Batalhão, Caçadores e Atiradores dos Andes
- 7º Batalhão de Infantaria
- 4º Batalhão de Infantaria
- Regimento de Granadeiros a Cavalo
- Esquadrão de Escolta de Rifles Montados do Comandante-em-Chefe
- Regimento Negro do Rio da Prata (criado em 1816)